# Nuoto ai Giochi della VII Olimpiade - 100 metri stile libero femminili
La gara dei 100 metri stile libero femminili dei Giochi di Anversa 1920 venne disputata il 23 e il 25 agosto; vi parteciparono 19 atlete di 9 differenti nazionalità.
La competizione fu vinta dalla statunitense Ethelda Bleibtrey che, migliorando per due volte il record del mondo, precedette sul podio le due connazionali Irene Guest e Frances Schroth.

## Semifinali
- Batteria 1

| Pos. | Atleta             | Nazione       | Tempo  | Note |
| ---- | ------------------ | ------------- | ------ | ---- |
| 1    | Frances Schroth    | Stati Uniti   | 1'18"0 | Q,   |
| 2    | Charlotte Boyle    | Stati Uniti   | 1'20"4 | Q    |
| 3    | Rie Beisenherz     | Paesi Bassi   | 1'22"6 |      |
| 4    | Yvonne Degraine    | Francia       | ?      |      |
| 5    | Aina Berg          | Svezia        | ?      |      |
| 6    | Lillian Birkenhead | Gran Bretagna | ?      |      |

- Batteria 2

| Pos. | Atleta               | Nazione       | Tempo  | Note |
| ---- | -------------------- | ------------- | ------ | ---- |
| 1    | Irene Gues           | Stati Uniti   | 1'18"8 | Q    |
| 2    | Connie Jeans         | Gran Bretagna | 1'20"8 | Q    |
| 3    | Violet Walrond       | Nuova Zelanda | 1'21"4 | Q    |
| 4    | Germaine van Dievoet | Belgio        | ?      |      |
| 5    | Suzanne Wurtz        | Francia       | ?      |      |
| 6    | Carin Nilsson        | Svezia        | ?      |      |
| 7    | Charlotte Radcliffe  | Gran Bretagna | ?      |      |

- Batteria 3

| Pos. | Atleta            | Nazione       | Tempo  | Note |
| ---- | ----------------- | ------------- | ------ | ---- |
| 1    | Ethelda Bleibtrey | Stati Uniti   | 1'14"4 | Q,   |
| 2    | Jane Gylling      | Svezia        | 1'25"6 | Q    |
| 3    | Grace McKenzie    | Gran Bretagna | 1'27"4 |      |
| 4    | Ernestine Lebrun  | Francia       | ?      |      |
| 5    | Barbara Nash      | Sudafrica     | ?      |      |
| 6    | Lily Beaurepaire  | Australia     | ?      |      |

## Finale
| Pos.    | Atleta            | Nazione       | Tempo  | Note            |
| ------- | ----------------- | ------------- | ------ | --------------- |
| Oro     | Ethelda Bleibtrey | Stati Uniti   | 1'13"6 | Record mondiale |
| Argento | Irene Guest       | Stati Uniti   | 1'17"0 |                 |
| Bronzo  | Frances Schroth   | Stati Uniti   | 1'17"2 |                 |
| 4       | Connie Jeans      | Gran Bretagna | 1'22"8 |                 |
| 5       | Violet Walrond    | Nuova Zelanda | ?      |                 |
| 6       | Jane Gylling      | Svezia        | ?      |                 |
| -       | Charlotte Boyle   | Stati Uniti   | -      | DNF             |